# Monika Estermann
Monika Estermann geb. Ammermann (* 14. März 1942 in Meschede) ist eine deutsche Germanistin.

## Leben und Wirken
Nach ihrer Reifeprüfung am Neusprachlichen Mädchen-Gymnasium in Arnsberg 1962 studierte Monika Estermann an der Universität Bonn Germanistik, Geschichte und Kunstgeschichte. Zwischenzeitlich absolvierte sie von 1966 bis 1969 eine Ausbildung für den gehobenen Bibliotheksdienst am Bibliothekar-Lehrinstitut des Landes Nordrhein-Westfalen in Köln. Anschließend setzte sie ihr Studium in den Fächern Germanistik, Philosophie und Komparatistik fort und promovierte 1976 an der Universität Bonn bei dem Germanisten Peter Pütz.
Ihre längste berufliche Tätigkeit erfolgte von 1982 bis 2011 als Geschäftsführerin der Historischen Kommission des Börsenvereins des deutschen Buchhandels in Frankfurt am Main.
Ihre Veröffentlichungen behandeln Themen der Buchhandels- und Verlagsgeschichte. Besonders hervorzuheben sind die von ihr bearbeiten Bände des „Verzeichnis der gedruckten Briefe deutscher Autoren des 17. Jahrhunderts“. Außerdem arbeitete sie an der Redaktion der Veröffentlichungen der Historischen Kommission.
Ehemann von Monika Estermann war der Literaturwissenschaftler, Buchhistoriker und Bibliograph Alfred Estermann.

## Veröffentlichungen (Auswahl)
- Gemeines Leben. Gewandelter Naturbegriff und literarische Spätaufklärung. Lichtenberg, Wezel, Garve (= Abhandlungen zur Kunst-, Musik- und Literaturwissenschaft. Bd. 239). Bouvier, Bonn 1978, ISBN 3-416-01332-8 (= Dissertation Universität Bonn).
- Lexika als biblio-kulturelle Indikatoren. In: Archiv für Geschichte des Buchwesens. Bd. 31 (1988), S. 247–258.
- (Bearb.): Verzeichnis der gedruckten Briefe deutscher Autoren des 17. Jahrhunderts. Teil 1: Drucke zwischen 1600 und 1750. 4 Bände (= Repertorien zur Erforschung der Frühen Neuzeit. Bde. 12,1). Harrassowitz, Wiesbaden 1992/1993.
- Tendenzen der Literaturdistribution in der Bundesrepublik Deutschland durch Bücher und Zeitschriften. In: Monika Estermann, Edgar Lersch (Hrsg.): Buch, Buchhandel und Rundfunk 1950–1960. (= Mediengeschichtliche Veröffentlichungen. Bd. 2). Harrassowitz, Wiesbaden 1999, ISBN 3-447-04095-5, S. 33–57.
- "O werthe Druckerkunst / Du Mutter aller Kunst". Gutenbergfeiern im Laufe der Jahrhunderte. Gutenbergmuseum, Mainz 1999, ISBN 3-9805506-2-1.
- (Mitautorin): Stephan Füssel (Hrsg.): Der Börsenverein des Deutschen Buchhandels 1825–2000. Ein geschichtlicher Aufriß. Buchhändler-Vereinigung, Frankfurt am Main 2000, ISBN 3-7657-2297-9.
- Die Situation des Buchhandels. In: Monika Estermann, Edgar Lersch (Hrsg.): Buch, Buchhandel und Rundfunk 1968 und die Folgen (= Mediengeschichtliche Veröffentlichungen. Bd. 3). Harrassowitz, Wiesbaden 2003, ISBN 3-447-04711-9, S. 46–67.
- Buchhandelsgeschichte in kulturhistorischer Absicht. Johann Goldfriedrich und Karl Lamprech. In: Monika Estermann (Mithrsg.): Buchkulturen. Beiträge zur Geschichte der Literaturvermittlung. Festschrift für Reinhard Wittmann. Harrassowitz, Wiesbaden 2005, ISBN 3-447-05260-0, S. 1–36.
- Der Verlag Salomon Hirzels in der historischen Frühzeit der Germanistik. In: Monika Estermann, Ute Schneider (Hrsg.): Wissenschaftsverlage zwischen Professionalisierung und Popularisierung (= Wolfenbütteler Schriften zur Geschichte des Buchwesens. Bd. 41). Harrassowitz, Wiesbaden 2007, ISBN 978-3-447-05626-7, S. 13–34.
- Nachrichten aus dem Zwischenreich. Das Neue Buch - ein Ausstellungskatalog von 1947. In: Monika Estermann (Mithrsg.): Parallelwelten des Buches.  Beiträge zu Buchpolitik, Verlagsgeschichte, Bibliophilie und Buchkunst [Festschrift für Wulf D. von Lucius]. Harrassowitz, Wiesbaden 2008, ISBN 978-3-447-05831-5, S. 241–276.
- Die Historische Kommission des Börsenvereins des Deutschen Buchhandels. In: Ursula Rautenberg (Hrsg.): Buchwissenschaft in Deutschland. Ein Handbuch. Bd. 2. De Gruyter Saur, Berlin 2010, ISBN 978-3-11-020036-2, S. 757–774.
- Zur Problematik der Verlagsgeschichtsschreibung Breslaus für die Zeit von 1800 bis 1945. In: Berichte und Forschungen. Jahrbuch des Bundesinstituts für Kultur und Geschichte der Deutschen im Östlichen Europa. Bd. 18 (2010/2011), S. 178–192.
- mit Frieder Schmidt: Die Buchkultur im 19. Jahrhundert. Bd. 2,1: Zeitalter, Materialität, Gestaltung. Maximilian-Gesellschaft, Hamburg 2016, ISBN 978-3-921743-65-2.